# 브락 라던스키
브락 라던스키(영어: Brock Radunske, 1983년 4월 5일~)는 캐나다 출신의 대한민국의 은퇴한 아이스하키 선수로 포지션은 센터이다. 대한민국 스포츠 사상 처음으로 복수 국적을 받은 선수이기도 하다. 포지션은 공격수이며, 2008년부터 안양 한라 소속으로 활약하고 있다. 잘생긴 외모로 빙판의 꽃미남이라는 별명을 얻고 있다.

## 경력
캐나다 온타리오주 출신으로 지난 2002년 NHL 드래프트에서 3라운드 79번째로 에드먼턴 오일러스의 지명을 받은 바 있으며, 이후 NCAA의 명문 미시간 주립 대학교를 거쳤고 NHL 마이너리그(AHL)와 3부리그(ECHL)를 오가며 활약했다.
AHL과 ECHL에서 활약할 당시 2 ~ 3번의 어깨 부상으로 장기간 결장했지만 2005-06 시즌 ECHL 63경기에 나와 38골 16도움 54포인트를 올렸고 부상으로 단 16경기만 출전한 2006-07 시즌에서는 스톡턴 선더에서 무려 14골 19도움 33포인트를 올렸다. 2007-08 시즌에는 DEL에서 활약했다.
이후 2008년 안양 한라와 계약했으며, 팀 사상 역대 '북미출신 1호'로 팀 역대 가장 큰 공격수이자 가장 어린 외국인 선수가 되었고, NHL 드래프트 당시 기록한 순위인 79번째 또한 팀의 역대 용병들 중 가장 높은 선수로 기록되고 있다.
아시아리그 아이스하키 데뷔 이후 첫 시즌인 2008-09 시즌 정규시즌 MVP, 득점왕, 포인트왕, 리그 최고 공격수상 등 4관왕을 휩쓸었으며, 구단 사상 역대 처음으로 4관왕을 차지한 선수에 올랐다. 이듬해인 2009-10 시즌에는 머리 부상으로 시즌 후반 많은 경기를 결장했지만 플레이오프에서 맹활약하며 구단을 우승으로 이끌었고 플레이오프 MVP를 석권하기도 했다.
이후 2009년 2월 구단과 3년 재계약을 맺었는데 이는 한국 프로스포츠에서 뛰고 있는 외국인 선수 중 사상 가장 긴 계약 기간이 되었으며, 2013년 3월 26일, 한국 프로스포츠 사상 처음으로 복수 국적을 획득한 외국인 선수가 되어 태극 마크를 달았다.

## 개인 통산 기록
| 2000–01 | 뉴마켓 허리케인즈     | OPJHL | 49 | 30 | 39 | 69 | 65 | — | — | — | —  | —  |
| 2001–02 | 미시간 주립 대학교    | NCAA  | 41 | 4  | 9  | 13 | 28 | — | — | — | —  | —  |
| 2002–03 | 미시간 주립 대학교    | NCAA  | 36 | 11 | 18 | 29 | 30 | — | — | — | —  | —  |
| 2003–04 | 미시간 주립 대학교    | NCAA  | 42 | 12 | 10 | 22 | 60 | — | — | — | —  | —  |
| 2004–05 | 에드먼턴 로드러너스   | AHL   | 8  | 1  | 1  | 2  | 2  | — | — | — | —  | —  |
| 2004–05 | 그린빌 그라울         | ECHL  | 39 | 12 | 17 | 29 | 52 | — | — | — | —  | —  |
| 2005–06 | 그린빌 그라울         | ECHL  | 63 | 38 | 16 | 54 | 58 | 6 | 1 | 2 | 3  | 14 |
| 2006–07 | 그랜드래피즈 그리핀스 | AHL   | 20 | 2  | 0  | 2  | 12 | — | — | — | —  | —  |
| 2006–07 | 스톡턴 선더           | ECHL  | 16 | 14 | 19 | 33 | 12 | 3 | 0 | 0 | 0  | 2  |
| 2007–08 | 아우크스부르크 판터   | DEL   | 37 | 7  | 19 | 26 | 59 | — | — | — | —  | —  |
| 2008–09 | 안양 한라             | ALIH  | 35 | 29 | 28 | 57 | 36 | 7 | 5 | 6 | 11 | 8  |
| 2009–10 | 안양 한라             | ALIH  | 28 | 19 | 29 | 48 | 24 | 9 | 6 | 7 | 13 | 12 |
| 2010–11 | 안양 한라             | ALIH  | 36 | 20 | 13 | 33 | 28 | 4 | 1 | 1 | 2  | 4  |
| 2011–12 | 안양 한라             | ALIH  | 36 | 22 | 30 | 52 | 26 | 5 | 2 | 4 | 6  | 4  |
| 2012–13 | 안양 한라             | ALIH  | 41 | 23 | 53 | 76 | 46 | 3 | 1 | 3 | 4  | 16 |

## 수상 내역
2008-2009
- 아시아리그 아이스하키 올해의 공격수(정규시즌)
- 아시아리그 아이스하키 MVP (정규시즌)
- 아시아리그 아이스하키 득점왕
- 아시아리그 아이스하키 포인트왕

2009-2010
- 아시아리그 아이스하키 챔피언
- 아시아리그 아이스하키 플레이오프 MVP

2010-2011
- 아시아리그 아이스하키 챔피언

2012-2013
- 아시아리그 아이스하키 베스트 6 (정규시즌)